# Експлоративна тимпанотомија
Експлоративна тимпанотомија је метода у оториноларингологији која се користи за дијагностички хируршки приступ средњем уху и његовим структурама. Поступци истраживачке експлоративне тимпанотомије су исти као они који би претходили трансканалној операцији средњег уха, као што је стапедектомија или уклањање малог тумора гломуса тимпаникума. 
Иако сврха експлоративне тимпанотомије може бити постављање дијагнозе, отохирург мора планирати третман који ће уследити након истраживања. Ово је ситуација за пацијенте са кондуктивним губитком слуха. Стапедектомија или реконструкција ланца костију (поновно успостављање континуитета осикуларног ланца) може уследити након експлоративне тимпанотомије када се утврди узрок. Ако постоји маса у средњем уха, биће предузете мере за биопсију или уклањање масе. Масе средњег уха укључују, нпр. урођени холестеатом, гломус тимпаникум или аденом средњег уха.

## Историја
Експлоративна тимпанотомија једна је од раних операција фенестрације које су међу првима с краја 1930-их година изводили Sourdille и Lempert у терапији отосклерозе. Потом је Rosen  1950-их година применио исте кораке експлораторне тимпанотомије пре мобилизације стремена. Тако је фксплоративна тимпанотомија постала једноставно средство за приступ средњем уху и његовим структурама.

## Поступак
Пре операције треба обавити амбуланти преглед под отомикроскопом како би се утврдило да ли  ушни канал омогућава пролаз најмање ушног спекулума величине 5, или треба предузети алтернативни приступ средњем уху. Анатомија коштаног спољашњег слушног канала може спречити или отежати експлораторну тимпанотомију. Може бити присутно истакнуто избочење предњег коштаног зида канала. Ово може ограничити расположиви простор за подизање адекватног тимпаномеаталног режња и ограничити излагање средњег уха. Хипертрофични бубни прстен ће створити повишено дно коштаног канала који ће нарушити визуализацију задњег фиброзног прстена бубне дупље. Ако фиброзни прстен бубне дупље није јасно идентификован током подизања тимпаномеаталног режња, може доћи до пуцања режња и до перфорације бубне мембране. Јасно идентификовање прстена бубне дупље и подизање испод њега је важно.
Операција се изводи под отомикроскопијом преко спољашњег слушног канала (трансканални приступ спекулумом).  Држач спекулума се може користити у зависности од преференција отохирурга. Поступак почиње прављењем резова на кожи ушног канала који омогућавају подизање бубне опне да би се добила неопходан визуелни увид у стање средњег уху и структура које се налазе у њему.  
Ако је спољашњи слушни пролаз сужен, може бити потребан ендоаурални рез кроз терминалну аурикуларну инцизуру како би се проширио отвор хрскавичног спољашњег слушног канала и прилагодио спекулум највеће могуће величине.
Пре подизања тимпаномеаталног режња, кожа канала се инфилтрира локалним анестетиком/вазоконстриктором, не само да би се обезбедила локална анестезија већ и због вазоконстриктивног дејства на смањење губитка крви. Лоша хемостаза ће довести до лоше визуализације током хируршке процедуре.
Припрема места хируршке интервенције треба да обухвати периаурикуларне области које служе као потенцијална места донора за трансплантацију ткива. То укључује хрскавицу, перихондријум и фасцију.
Отохирург треба унапред да одлучи да ли ће се поступак извести под интравенском седацијом/праћеном анестезијом или општом анестезијом. Први поступак има предности јер пружа хирургу тренутне повратне информације од пацијента о статусу слуха, вртоглавици или стимулацији фацијалног нерва.
Хронични отитис спољашњег уха и друга дерматолошка стања која утичу на кожу спољашњег канала можда ће морати да се лече ототопичним лековима (антибиотици и/или кортикостероиди) недељама пре експлоративне тимпанотомије. На овај начин се оптимизује стање и здравље коже канала за операцију. Експлораторна тимпанотомија може бити компликована кожом спољашњег слушног канала која је крхка, едематозна, хипертрофична или хиперемична.

## Индикације
Одлука о спровођењу експлоративне тимпанотомије се доноси:
- Када се сумња на патологију средњег ува која захтева директну визуелну инспекцију и/или манипулацију средњим ухом.

- Када дијагноза није очигледна на основу клиничке слике пацијента или радиографске слике, а  Отоскопски преглед указује на абнормалан изглед бубне опне или, евентуално, присутну масу средњег ува. Кондуктивни губитак слуха је присутан на аудиометријској евалуацији и планирана је инспекција интегритета и покретљивости ланца костију. Кондуктивни губитак слуха може бити посттрауматски, урођен или стечен.

Индикације за експлоративну тимпанотомију за сензорнеурални губитак слуха су мање уобичајене, обично за сумњу на перилимфатичну фистулу.  Перилимфатична фистула је поремећај абнормалног цурења перилимфе из округлог или овалног прозора, у две области које су лако доступне експлораторном тимпанотомијом ако је потребна хируршка корекција. Симптоми перилимфатичне фистуле укључују губитак слуха и вртоглавицу изазвану физичким напором. Трауматски догађај који доводи до изненадног притиска интралабиринтне течности обично претходи појави симптома.

## Контраиндикације
Експлораторну тимпанотомију не треба применити:
- ако је спољашњи слушни канал не дозвољава пролаз и манипулацију отолошким микроинструментима до бубне опне и средњег уха,

- ако је део прстена бубне опне који треба да буде подигнут слабо визуелизован.

Различита урођена и стечена стања спољашњег слушног канала могу спречити експлораторну тимпанотомију. Пацијенти могу имати различите степене урођене стенозе ушног канала. Ово се мора имати на уму када се оперишу пацијенти са краниофацијалним аномалијама или синдромским губитком слуха.
Стечена стања, као што су егзостозе или остеоми, могу физички опструирати и спречити приступ бубној мембрани. У овом случају, ове оптрузивне израслине коштаног канала треба уклонити пре експлоративне тимпанотомије.